# Mont-i-sol
Mont-i-sol o Montsol és una urbanització de l'Eliana (Camp de Túria, País Valencià). Té la forma castellana de Montesol, que sovint també s'usa en valencià.

## Situació geogràfica
És una de les urbanitzacions més grans del municipi pel que fa a població i ocupa gran part del sud-est del terme. S'estén des del límit oriental del nucli urbà (avinguda de les Corts Valencianes) fins a la carretera CV-336 de Sant Antoni de Benaixeve a Riba-roja de Túria, on comencen les veïnes urbanització de la Masia de Cassany i d'Entrepins (també pertanyents a l'Eliana). Al sud, limita amb el barranc de Mandor, la urbanització elianera de la Pinaeta del Sol i una pinada anomenada la Canyada de Mandor. Al sud-est, fita amb el terme municipal de Riba-roja.
És vertebrada per l'avinguda de les Delícies, de l'oest a l'est -que marca la fita septentrional- i pel carrer de Sant Ferran, de nord a sud. Al sector més oriental, hi ha un barranc enjardinat anomenat Gran Avinguda.

## Història
El seu origen eren les terres de la masia de Sant Josep, de la Puça o del Pucero, que encara existeix a l'extrem sud-oest, vora el barranc de Mandor. Va ser una de les primeres urbanitzacions del poble, construïda a partir de l'any 1948. Aleshores, la venda dels terrenys als fills dels antics masovers va donar lloc a la progressiva urbanització de la finca.

## Punts d'interès

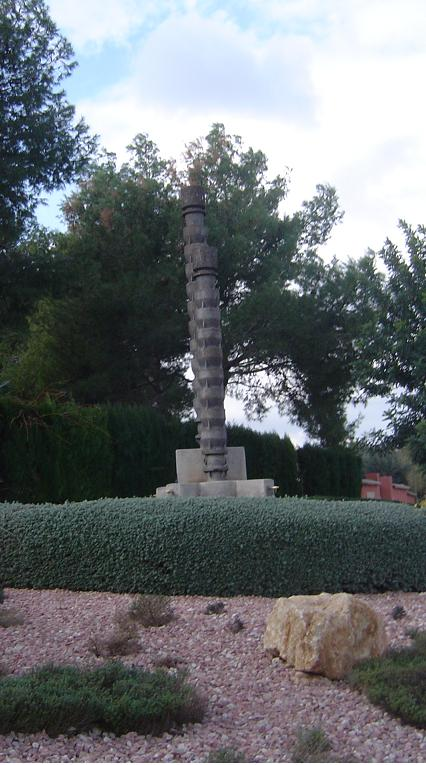
La font dels Cavallers

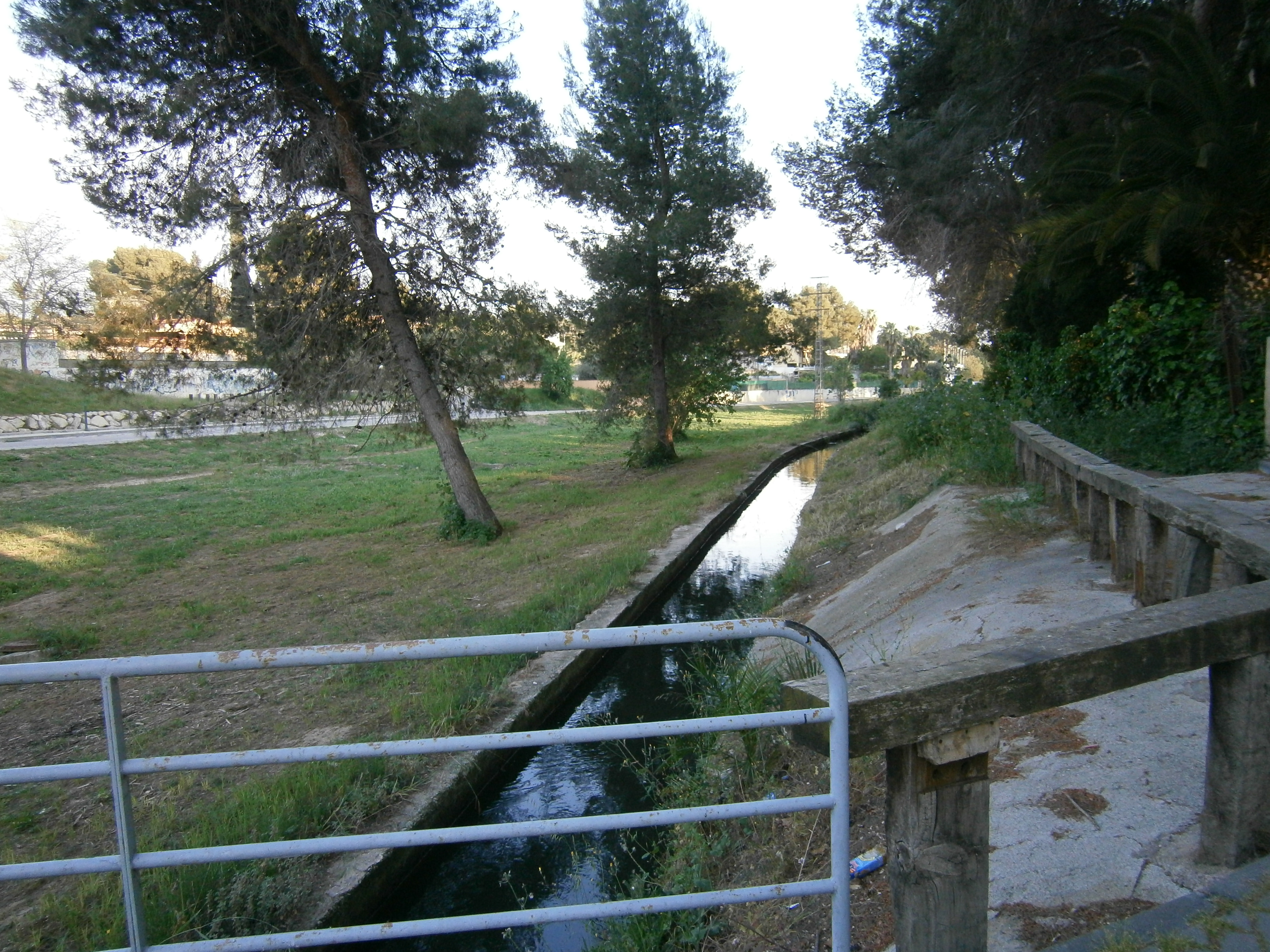
El barranc de Mandor al seu pas entre Mont-i-sol (esquerra) i la Pinaeta del Cel (dreta). Al fons s'observa l'estació de metro de Mont-i-sol.

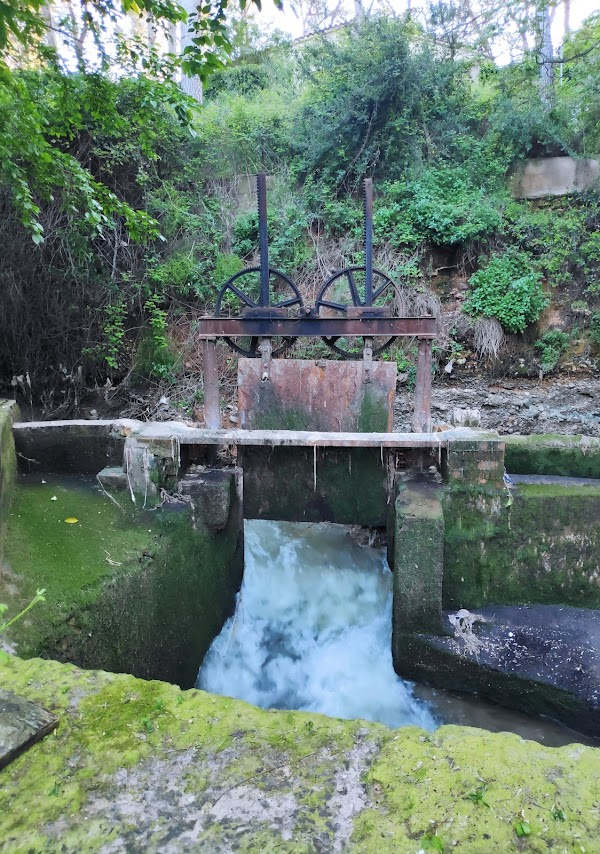
Salt d'aigua de l'assut situat al barranc de Mandor prop de la masia de Pucero, al límit sud-oest de Mont-i-sol

Al marge de la masia de Sant Josep, situada al carrer de la Immaculada, hi havia fins al segle XXI un pou homònim a la plaça de la Regió, avui substituïda per un jardí-plaça dura. A l'extrem oriental de la urbanització, hi ha les ruïnes de la masia de Casany. Al centre de la urbanització, i limitant amb el carrer de Sant Ferran, hi ha la plaça d'Espanya, una plaça reduïda i quadrada amb diversos pins que representa el punt cèntric de Mont-i-sol, dominada per l'ermita de la Mare de Deu dels Desemparats, construïda el 1965 per a l'ús dels residents. Altres punts d'interès són la font dels Cavallers, situada al punt més nord-occidental de la urbanització; el cementeri Vell, al nord i alhora al punt més alt de Mont-i-sol; i un petit salt d'aigua artificial al barranc de Mandor.
Existeix des de 1983 el projecte de convertir el barranc de Mandor en un corredor verd amb via ciclista i senderista, que a pesar de reunions tècniques no s'ha dut a terme.

## Transport
Al final del carrer de Sant Ferran, i fitant amb el barranc de Mandor, hi ha l'estació de Mont-i-sol, un baixador de metro que dona servei a la línia 2 del metro de València. Al llarg de l'avinguda de les Delícies, hi ha tres parades d'autobús servits pel metrobús i que connecten Mont-i-sol amb València, Burjassot, Sant Antoni, la vila de l'Eliana, el centre comercial El Osito i la Pobla de Vallbona. El 2019 es va reconvertir l'antiga carretera CV-336 en una via urbana amb diversos elements per reduir la velocitat del trànsit.

## Equipaments i serveis
- Dos baixadors de metro, Mont-i-sol i el Clot
- Una línia d'autobús, la L146 i popularment línia de la Font dels Cavallers, ofert per Edetània Bus SA i integrada dins de la xarxa de Metrobús.[14][15]
- Un supermercat, situat a l'avinguda de l'Alcalde Enrique Daries, a l'extrem oest.
- El col·legi públic de primària Mare de Déu del Carme, situat a l'esmentada avinguda[16]
- Un bar i un restaurant[17]
- Club de tennis[18]
- Aparthotel[19]
- Un centre geriàtric[17]
- L'antic cementeri
- Una sèrie de zones enjardinades[20]
- Un parc de pins de 9.000m2 que inclou un berenador, situat al carrer de Ramón Navarrete.[21]

## Plataformes
La urbanització compta amb una associació ciutadana, l'Associació de Veïns de Mont-i-sol, que promou la millora de la urbanització des de l'agost de 1991 i tenia 532 socis l'any 2009. El 2008 guanyà el premi ciutadania per l'acció social que atorga l'Ajuntament de l'Eliana, en reconeixement del seu treball veïnal. Entre altres lluïtes, va aconseguir que els avions que s'enlairen des de l'Aeroport de Manises no sobrevolen el municipi.